# Kidz Sports
Kidz Sports é uma série de jogos eletrônicos de esporte publicados pela Data Design Interactive, para Windows e os consoles PlayStation 2 e Wii.

## Kidz Sports Basketball
O jogo foi lançado para PlayStation 2 e PC em 2004 e 2006 respectivamente, sendo lançado novamente para o Wii em 2008. O jogo recebeu nota 1.0 de 10.0 pela IGN, com críticas sobre a jogabilidade e os gráficos.

## Kidz Sports Ice Hockey
É um jogo de hóquei no gelo, com modos singleplayer e multiplayer para até 2 jogadores, utilizando o Wii Remote e Nunchuck. O jogo tirou nota 1.0 de 10.0 na IGN, segundo a análise: "O jogo não apresenta uma unica qualidade"..

## Kidz Sports Crazy Mini Golf
É um jogo de golf, lançado exclusivamente para Wii. Com até quatro jogadores no multiplayer, o jogo disponibiliza o NuYu, editor de personagens interno similar ao Mii Channel.

## Kidz Sports International Football
É um jogo de futebol,lançado em 2008 para Wii e PC com modos singleplayer, e multiplayer para até 2 jogadores. O jogo tirou nota 1.0 de 10.0 na IGN.